# Vanadium(III)-sulfat
Vanadium(III)-sulfat ist eine anorganische chemische Verbindung des Vanadiums aus der Gruppe der Sulfate.

## Gewinnung und Darstellung
Vanadium(III)-sulfat kann durch Reaktion von Vanadium(V)-oxid mit Schwefel und Schwefelsäure gewonnen werden.
{\displaystyle \mathrm {V_{2}O_{5}+S+3\ H_{2}SO_{4}\longrightarrow V_{2}(SO_{4})_{3}+SO_{2}+3\ H_{2}O} }

## Eigenschaften
Vanadium(III)-sulfat ist ein gelber Feststoff, der schwer löslich in Wasser ist. Bei Erhitzung im Vakuum über 410 °C zersetzt sich die Verbindung in Vanadylsulfat (VOSO4) und Schwefeldioxid. An Luft bildet sich über mehrere Wochen ein grünes Hydrat.

## Verwendung
Vanadium(III)-sulfat wird in Vanadium-Redox-Akkumulatoren verwendet.